# Pseudanthias calloura
Pseudanthias calloura är en fiskart som beskrevs av Hitoshi Ida och Sakaue 2001. Pseudanthias calloura ingår i släktet Pseudanthias och familjen havsabborrfiskar. Inga underarter finns listade i Catalogue of Life.